# Patrick Denaud
Patrick Denaud, né le 17 octobre 1953 à Garches, est un reporter français. Il a travaillé comme journaliste reporter d'images pour le service information de TF1. Spécialiste des conflits, il a été correspondant de guerre pour la chaîne américaine CBS News. Il faisait équipe avec le globe-trotter Antoine de Maximy. Il a réalisé plusieurs centaines de reportages pour la télévision. Il a présidé le Syndicat national des agences de presse. Écrivain, certains de ses livres ont été traduits dans plusieurs langues. Durant neuf ans, il a également été un agent de la DGSE, les services de renseignement extérieur français.

## Biographie

### Jeunesse et formation
Patrick Denaud suit sa scolarité au collège privé d'enseignement catholique Saint-Paul d'Angoulême.[réf. nécessaire]
Patrick Denaud effectue son service militaire au 110e régiment d'infanterie, période durant laquelle il fait le stage commando de Kehl, où il est breveté tireur d'élite.[réf. nécessaire]
Après des études de psychologie et de cinéma à l'université Paris-VIII, il travaille comme assistant pour l'émission de Jacques Martin, Le Petit Rapporteur, puis comme « éclairagiste » dirigé par Sacha Vierny sur les films de Raoul Ruiz La Vocation suspendue et l'Hypothèse du tableau volé.[réf. nécessaire]

### Carrière journalistique
En 1980, il passe quelques heures, durant la nuit de Noël avec Lech Wałęsa, dans son appartement à Gdańsk (Zaspa Pilotow 22), où il va réaliser un reportage photo pour l'agence Gamma. Patrick Denaud est emprisonné deux jours puis expulsé de Pologne. Quelque temps plus tard Lech Wałęsa sera arrêté.[réf. nécessaire]
En 1981, avec le journaliste Pierre Issot Sergent, ils franchissent clandestinement la frontière pakistano-afghane, les zones tribales et traversent l'Afghanistan à pied, avec un groupe de combattants djihadistes du Jamaat-e-Islami. Ils sont les premiers journalistes à atteindre Mazâr-e Charîf occupé par les soviétiques. En 1982, avec Jean-François Devaud (cameraman) et Patrick Bédigis (ingénieur du son), Patrick Denaud réalise la première interview de prisonniers soviétiques en Afghanistan. Il interview également à Peshawar :
- Abdallah Azzam (père spirituel d'Al-Qaïda) l'« imam du jihad » en raison du rôle capital qu'il joua dans l'essor du « mouvement de jihad mondial » ;
- Gulbuddin Hekmatyar, fondateur et chef du parti Hezb-e-Islami Gulbuddin déclaré « terroriste » par les États-Unis.[réf. nécessaire]

Il rencontre aussi à cette époque Ahmed Shah Massoud et le poète et écrivain Sayd Bahodine Majrouh, un militant afghan d'ethnie pachtoune épris de liberté qui défend les femmes afghanes, qui sera assassiné en 1988 par une « kalachnikov anonyme ». Patrick Denaud lui rendra hommage dans son livre intitulé Saveurs afghanes et préfacé par Jean-François Deniau, ministre et membre de l'Académie française.
En septembre 1983, au Liban, les habitants du village druze de Kfarmatta sont massacrés par les milices chrétiennes. Patrick Denaud et Antoine de Maximy sont les seuls journalistes à y pénétrer avec quelques villageois qui avaient réussi à fuir avant la tuerie et qui retrouvent les corps de leurs proches, assassinés avec sauvagerie. Ils y réalisent un reportage pour CBS News où les témoignages et les images sont insoutenables :

« […] Nous arrivons dans le village et là, c’est comme si l'on changeait de planète… Des morts gisent sur le bord de la route, l’un d'eux est dans une flaque totalement recouvert de boue, une tache rouge vif entre les jambes. « Ecouillé… ». Un bébé avec sa mère morte, une tétine dans la bouche et un trou dans la tête… C’est trop […], »

Patrick Denaud rencontre et s'entretient avec de nombreux leaders politiques de zones de conflits, comme Khadafi lors de l'attaque américaine sur la Libye, Yasser Arafat, Rajiv Gandhi, Fidel Castro, Lech Wałęsa ou Tarek Aziz en Irak.[réf. nécessaire]
En décembre 1984, Patrick Denaud couvre pour CBS News avec Christophe Planchais la catastrophe de Bhopal.[réf. nécessaire]
En 1986, il réalise clandestinement les images d'un documentaire pour TF1 et CBS News : Chili, les guerriers de l'ombre (YouTube: Mapu Lautaro. Reportaje TV Francesa 1986). Ce film montre les actions du groupe « terroriste » MAPU Lautaro luttant contre le régime fasciste de Pinochet. Ce documentaire est co-réalisé par le journaliste Christian Poveda, qui sera assassiné en 2009 lors du tournage de La Vida loca, un film sur les gangs au Salvador.[réf. nécessaire]
En 1987, Patrick Denaud avec Gilles Millet, journaliste de Libération, interviewe - sans l'autorisation des autorités algériennes - Aabdenour Yahiaoui et Mohamed Louli, des hommes prétendants avoir été torturés par Jean-Marie Le Pen. Les bandes vidéos diffusées par TF1 seront ramenés en France grâce à la complicité d'un pilote d'Air France. Ce reportage relance en France le débat sur la torture.[réf. nécessaire]
Patrick Denaud couvre de nombreux conflits comme Liban/Israël/Syrie, Afghanistan, Chypre, Inde/Pakistan, Tchad/Libye, Iran/Irak, Bosnie, Kosovo et dirige chez l'Harmattan avec Béatrice Bouvet la collection « Des hommes et des conflits », sur les acteurs des zones de confrontation.
Il est rédacteur en chef de l'agence de presse OVNI (opérator vidéo news international) dont il était cofondateur avec d’autres journalistes, Christophe Planchais et Pierre Quentin.
Il est également cofondateur (avec Jean-Pierre Guérin et Christophe Planchais - producteurs de films) de Doc Reporter, filiale audiovisuelle du journal Libération.
Rédacteur en chef à l'agence de presse SIIS fondée par Jean-Jacques Mauriat, il réalise pour TV5 Monde le magazine mensuel de 52 minutes Afrique de demain, un magazine d'actualité consacré aux rapports Nord/Sud.[réf. nécessaire]
Pour l'écriture du scénario L'Ombre du Maréchal, un film documentaire diffusé sur France 2 et réalisé par Alain de Sédouy et Michel Follin, il mène un travail d'enquête sur la période de la Libération dans le Limousin pour trouver les personnages qui seront les « héros » du film.
Il réalise également un film de 52 minutes avec Marc Wilmart pour France 3 : La Libération dans le Limousin.[réf. nécessaire]
En septembre 2002, quelques mois avant l'intervention américaine en Irak (mars 2003), Patrick Denaud a plusieurs entretiens avec Tarek Aziz, Premier ministre de Saddam Hussein. De ces entretiens, il écrit un livre : Irak la guerre permanente.
De 2000 à 2006, il travaille comme directeur d'ouvrages (éditeur) aux Éditions du Félin[source insuffisante].
De 2010 à 2012, Patrick Denaud dirige une galerie de peinture et photos en Thaïlande. La galerie centre son travail sur les hommes et la nourriture sous l'intitulé « les mondes à table ». La galerie produit de la peinture antiréaliste. Cet espace de création initie des ponts entre les peintres thaïlandais et les photographes occidentaux.[réf. nécessaire]

### Renseignement
Patrick Denaud a travaillé de 1994 à 2002 pour la DGSE les services secrets français. Ses uniques missions, la lutte contre le terrorisme, il les raconte dans Le silence vous gardera, (éditions Les Arènes, 2013),,,,.
Sous la direction éditoriale de Florent Massot. Le Silence vous gardera... a été élu meilleur livre du mois par les Fnac : « ...Bon connaisseur de l'Afghanistan et du Monde islamique Patrick Denaud est recruté par la DGSE. Il infiltre les milieux islamistes de Peshawar à Londres, en passant par le Kosovo, Tibhirine et les bas-fonds de Karachi. Le mensonge et la manipulation deviennent une seconde nature, la solitude aussi. Être agent secret, c'est accepter de vivre à côté de sa vie... » (quatrième de couverture).
À la question de Patrick Cohen dans l'émission "C à vous" sur France 5  concernant "l'engagement" et "pourquoi devient-on un agent secret". Patrick Denaud répond :

« Ayant souvent parcouru l'Afghanistan et le Pakistan et bon connaisseur des réseaux islamistes qui y sont implantés, je souhaitais m'engager par patriotisme. Je ne me faisais pas à l'idée d'être juste un journaliste-observateur face aux horreurs du terrorisme dans mon pays. »

À la même question posée par Jacques Pradel dans l'émission " l'Heure du crime " sur RTL, il répond :

« En 1986, lors des attentats de la rue de Rennes à Paris (7 morts et 55 blessés), je suis l’un des premiers journalistes à arriver sur les lieux. Ce que je découvre sur place est abominable. J’avais déjà assisté à des scènes insoutenables au Liban… Mais à Paris tout cela ne résonne pas en moi de la même manière. Je me suis dit que le terrorisme était la chose la plus dégueulasse qui pouvait exister. Il me fallait m'engager. Un engagement envers son pays qui a toujours tenté les journalistes, même les plus prestigieux comme Albert Londres qui a effectué des missions de renseignement pour le gouvernement français... »

### Activités syndicales
De 1989 à 1992, Patrick Denaud préside le Syndicat national des agences de presse audiovisuelle-Sata (AFP, Reuters, RTL, Europe 1, M6 en étaient les principaux adhérents ; ce syndicat est devenu le SATEV en 1996). Il est nommé par décret ministériel membre de la commission paritaire des publications et des agences de presse et préside la commission qui élabore la convention collective nationale du personnel des agences de presse audiovisuelle.[réf. nécessaire]

### Vie associative et engagements
Il est président fondateur de Action Collecte Environnement (ACE), association d'insertion qui collecte les déchets recyclables.
Il est membre fondateur et vice-président de Action Droits de l'homme (ADH), présidée et fondée par Françoise Hostalier, ancienne ministre et députée. En association avec l'association Enfants du monde - Droits de l'homme, ADH participe à l'affrètement d'un avion pour l'Irak avec l'intention de « violer » l'embargo aérien qui pèse depuis dix ans sur ce pays. Patrick Denaud fait partie de la délégation française qui embarque sur le premier vol direct Paris-Bagdad depuis la mise en place de l'embargo contre l'Irak après l'invasion du Koweït en 1990. [réf. nécessaire]
Patrick Denaud est membre du club France-Afghanistan qui a pour objet de  tisser des liens entre toutes les personnes intéressées par l'Afghanistan en France et par la France en Afghanistan et de faciliter les actions de développement économique et culturel entre les deux pays.[réf. nécessaire]

### Politique locale
De 2002 à 2008, Patrick Denaud (tête de la liste « Montbron Avenir ») est conseiller municipal d'opposition à Montbron en Charente. En 2008, alors président pour la Charente du parti Démocratie libérale (DL), intégré dans l'Union pour la démocratie française (UDF), Patrick Denaud est battu au deuxième tour des élections municipales par le sénateur et président du conseil général, le socialiste Michel Boutant.[réf. nécessaire]
Lors des élections municipales du 15 mars 2020, Patrick Denaud, tête de la liste « Aix avenir » est élu au premier tour sur la commune de l'Île-d'Aix (Fort Boyard) avec une large majorité de 65,37 % des voix avec 87,7 % de votants. Le 3 juillet suivant, il est élu maire par le conseil municipal et devient conseiller communautaire de la communauté d'agglomération de Rochefort océan.
Il crée le « Vendredi de l’info », le journal de l’île d’Aix qui paraît chaque semaine.
Patrick Denaud est membre du conseil d’administration de l'AIP (Association des Îles du Ponant) qui intervient dans les domaines des finances, de l'aménagement du territoire et est reconnue comme l'interlocutrice privilégiée des pouvoirs publics pour les questions insulaires.

### Vie privée
Né d'un père maître d'hôtel et d'une mère couturière, Patrick Denaud appartient à une famille originaire du Limousin. Il est le père de Charlotte Denaud (productrice à Éléphant Production) et Quiterie Denaud (Community Manager Freelance). Depuis le 17 décembre 2016, il est marié avec l'artiste peintre Sophie Boccaccio. Bibliophile et collectionneur averti Patrick Denaud aime traquer les livres rares pour enrichir sa bibliothèque.

## Publications

### Essais et documents
- Kalaripayat (Kalarippayatt), préface de Marie-Claire Restoux, judoka médaille d'or aux jeux olympiques d'Atlanta. Traduit en anglais (vendu aux États-Unis) et lituanien, éd. Budostore, 1996
- FIS (Front islamique du salut) sa direction parle[20]. Éditions L'Harmattan  1997
- Kosovo. Naissance d’une lutte armée UÇK[21],[22],[23], avec Bardhyl Mahmuti. et Valérie Pras, éd. l’Harmattan, 1998
- Les Arts martiaux (Que sais-je ?) traduit en 43 langues, avec Emmanuel Charlot, éd. Presses universitaires de France, PUF, 1999
- Tarek Aziz, le diplomate de Saddam Hussein, avec B. Bouvet, éd. l’Harmattan, 2000
- Les guerres qui menacent le monde[24]. Ed. du Félin, 2001 : " Menaces terroristes, accidents nucléaires, conflits locaux ou mondiaux cet ouvrage parle des guerres qui peuvent enflammer le monde au XXIe siècle...". Un ouvrage de référence pour les journalistes et chercheurs qui le citent dans leurs travaux comme Pierre-André Taguieff dans son ouvrage « L’islamisme et nous » aux Éditions du CNRS, 2017 ou Mohamed Sifaoui dans son livre "Une seule voie: L'insoumission" édité chez Plon, 2017.
- Irak, la guerre permanente[7],[25]. Traduit en portugais Ed du Félin, 2003

Patrick Denaud a participé à de nombreux débats sur LCI, M6, France 3 sur les guerres du Kosovo et de l’Irak et animé pour Arte sa soirée thématique consacrée aux arts martiaux.[réf. souhaitée].

### Autobiographie
Patrick Denaud a travaillé de 1994 à 2002 pour la DGSE, les services secrets français.
- Le silence vous gardera, édition Les Arènes, 2013[10],[11],[12],[13],[14].

### Globe-goûteur
- Saveurs afghanes, la cuisine du Gandhara, Édition du Félin, Patrick Denaud, Béatrice Gitton, préface de Jean-François Deniau et Olivier Weber, postface de Michel Bras, collection hors collection, Paris, 2002,  (ISBN 9782866454715)[26]
- La cuisine japonaise de A à Z, Guide Lonely Planet Japon, 2006
- Japon à table, Éditions Lonely Planet, coll. « Convergence », 2006
- Cuba à table, signé sous le pseudonyme Maurice Coulloux (son grand-père), Édition Lonely Planet, coll. « Convergence », 2007
- Okinawa, Édition First, 2008
- Le gōya, Édition de l'Épure, 2009
- La Langouste, Édition de l'Épure, 2010
- Le Programme Okinawa[27], Édition Pocket, 2010

### Roman
- Lucile Esseinte, journaliste de bataille, spooky... (signé sous le pseudonyme SOD), Éditions L'Harmattan, 2023  (ISBN 978-2-14-030513-9)

### Ouvrages collectifs
- Le goût de l'Afghanistan, textes réunis et présentés par Sophie Royer et François Trassard, éd. Mercure de France, 2007  (ISBN 9782715225664)
- Liberté, je dessine ton visage, Olivier Tarassot (avant-propos de Patrick Denaud), Incartade(s) Éditions  (ISBN 9782376100638)

## Filmographie
- Comme journaliste :
  - 1994 : L'ombre du Maréchal de Michel Follin et Alain de Sédouy
- Comme réalisateur :
  - 1995 : La Libération dans le Limousin
  - 2000 : Afrique de demain